# Elizeus próféta
Elizeus (héber: אֱלִישָׁע ) Kr. e. 9. századi héber próféta. Isten szószólója 
a judaizmusban, a kereszténységben és az iszlám vallás szerint is. 
Az Izraeli Királyságban működött Jórám, Jéhu, Jóáház és Jóás királyok uralma alatt mintegy 50 évig. 

## Története

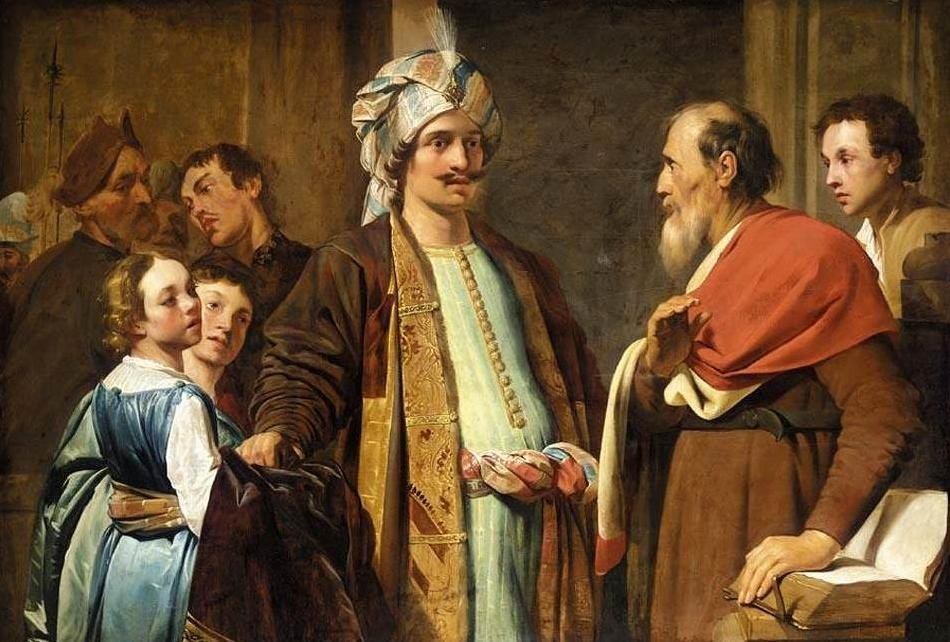
Pieter de Grebber: Elizeus visszautasítja a meggyógyított Naámán ajándékait

Isten megparancsolta Illés prófétának, hogy kenjen fel egy következő személyt prófétának. "Elizeust, az Abelméholabeli Sáfát fiát pedig kenjed prófétává a te helyedbe."
Elizeus a Jordán-völgyi Ábel-Meholából származott,  jómódú földműves családból. Elhívatása után sokáig dolgozott együtt Illés prófétával. Illés Isten eszköze volt a mérhetetlen gonoszság megszüntetésében, de míg Illés inkább Isten ítéletének üzenetét hirdette, Elizeus  tanításaival igyekezett  a népet az Úr útjára terelni. 
Illés, mikor megtudta, hogy nemsokára az égbe ragadtatik, "monda Elizeusnak: Kérj tőlem, mit cselekedjem veled, mielőtt tőled elragadtatom. És monda Elizeus: Legyen, kérlek, a te benned való léleknek kettős mértéke én rajtam."  Elizeus nem kért világi dicsőséget vagy hatalmat; amire az isteni lélek után sóvárgott. Illés ezt mondta neki: "Nehéz dolgot kértél; mégis, ha majd látsz engem, mikor tőled elragadtatom, meglesz, amit kérsz; ha pedig meg nem látsz, nem lesz meg." 
Majd amikor együtt mentek és beszélgettek, " egy tüzes szekér tüzes lovakkal elválasztotta őket egymástól. És felment Illés a szélvészben az égbe."
Ezután Elizeus felvette Illés leesett köpönyegét, visszaúton megütötte vele a Jordán (folyó) vizét , s a víz kétfelé vált előtte, így száraz lábbal át tudott kelni rajta. amikor látták ezt a Jerikó közeli prófétaiskola tanítványai, "mondának: Az Illés lelke megnyugodott Elizeuson. És eleibe menének néki, és meghajtották magukat ő előtte a földig" Ettől kezdve Illés próféta helyét Elizeus töltötte be. 
Isten az Akháb-dinasztia uralkodása idején hívta el őt Elizeust prófétai szolgálatra. Ekkor tájt az uralkodók és a nép a bálványimádás bűnében éltek. De sokan jöttek hozzá is tanácsért, útmutatásért, segítségért. Volt olyan alkalom, amikor üldözték is, hogy megölessék. 

### Csodák
Elizeus jelenlétével bátorította a prófétatanítványokat, oktatta őket, sőt csodát is tett, hogy segítse munkájukat. Amikor egy közülük fejszét használt, a fejsze véletlenül beesett a folyóvízbe. "Akkor az kiáltott és monda: Jaj, jaj, édes uram! pedig ezt is kölcsön kértem! És monda az Isten embere: Hová esett? És mikor megmutatta néki a helyet, levágott egy fát és utána dobta, és a fejsze feljött a víz felszínére."
Amikor az arámiak betörtek Izraelbe, hogy kifosszák, a vezérük úgy érezte, hogy áruló van a táborában, aki mindent elmond Izrael királyának az arámiak terveiről. És valóban: a  szolgái jelentették neki, hogy Elizeus próféta az, aki segíti Izrael királyát. Ekkor a vezér elhatározta, hogy megöleti Elizeust, és egy sereget el is küldött érte. Elizeus szolgája rémülten tudatta a hírt a prófétával, hogy városukat körbevették az arámiak. "Ne félj! - válaszolt a próféta - Mert többen vannak, akik velünk vannak, mint akik velük. És imádkozott Elizeus és monda: Óh Uram! nyisd meg kérlek az ő szemeit, hadd lásson. És megnyitá az Úr a szolga szemeit és láta, és ímé a hegy rakva volt tüzes lovagokkal és szekerekkel Elizeus körül." Isten vaksággal sújtotta  az arámiakat,  a próféta elvezette őket Szamáriába, ahol aztán - Elizeus tanácsára - Izrael királya megkegyelmezett nekik és elengedte őket. 
Élete során még számos csodát tett. Meggyógyította a leprás Naámánt, feltámasztotta a súnemita asszony halott fiát, megtisztította a mérgezett vizet, a csúfolódó gyermekeket megátkozta s az átok nyomán medvék rontottak rájuk, több alkalommal győzelemhez segítette Jórám királyt, megjövendölte Szamária szabadulását az arámi ostrom alól. A halála után a holttestéhez fektetett halott férfi feltámadt.
Az emberek közötti szolgálatában a gyógyítás munkáját összekapcsolta a tanítással - az emberiség Megváltójához hasonlóan, akinek előképe volt. 

### Főbb történetek a Bibliában
- Illés próféta felkeni őt
- Ott van, amikor Illés felvitetik a mennybe
- Béthelben gyerekek csúfolják a kopaszsága miatt
- A fejsze úszik a víz színén
- Tanácsot ad Jósafátnak a Moáb-ellenes hadjárat alatt
- Meggyógyítja a bélpoklos (leprás) szír királyt
- Meglátogatja a súnemi asszonyt és feltámasztja a fiát
- Gilgálban megtisztít egy tál mérgezett ételt
- Ott van Dótánban, amikor az arámok betörnek az országba
- Az átmenetileg megvakult arámokat Szamáriába vezeti
- A holtteste mellé fektetett halott feltámad